# Enrique de Langenstein
Enrique de Langenstein, también conocido como Enrique de Hesse, el Viejo (Hainbuch, (Hesse), c. 1325 - Viena, 11 de febrero de 1397) fue un teólogo y matemático alemán.

## Biografía
Estudió en la Universidad de París, donde llegó a ser profesor de filosofía en 1363 y de teología en 1375.
En 1368, a causa de la aparición de un cometa, al cual los astrólogos de la época contemplaban como premonición de acontecimientos futuros, escribió un tratado titulado Quæstio de cometa, en el que refutaba las entonces prevalentes opiniones y creencias astrológicas. Por petición de la universidad escribió otros tres tratados sobre el mismo tema, que completó en 1373. En este aspecto siguió las huellas de Nicolás Oresme, de quien puede considerarse en cierto modo como discípulo. Rechazó la teoría aristotélica sobre la diferente naturaleza del mundo celeste y el sublunar. Junto con Oresme, contribuyó a la difusión de la mentalidad científica que se iba abriendo paso trabajosamente.
Con el Cisma de Occidente, Enrique de Hesse se situó de parte de Urbano VI contra Clemente VII. Escribió varios tratados defendiendo a Urbano VI. En 1379 creó Epistola pacis, en la que, bajo la forma de un debate entre un urbanista y un clementista, aboga por la supresión del Cisma por la vía de un concilio general o un compromiso. En su Epistola concilii pacis, datada en 1381, y basada en un trabajo parecido, Epistola Concordiæ de Conrado de Gelnhausen, él insta a una mayor necesidad de un concilio general y critica severamente los muchos abusos que fueron permitidos en la Iglesia.
Antes de 1381 fue vicecanciller de la Sorbona. Cuando en 1382 el tribunal francés obligó a los profesores de La Sorbona a reconocer al antipapa Clemente VII, Enrique abandonó la universidad y pasó un tiempo en la Abadía de Eberbach, un monasterio del Císter cerca de Wiesbaden.
Aceptando la invitación de Alberto III de Austria, llegó a la Universidad de Viena en 1384, ayudó en la fundación de la facultad teológica y parece probable que fuera él quien obtuvo del papa la bula de fundación de esa Universidad. Allí pasó el resto de su vida, enseñando teología dogmática, exégesis y ley canónica, y escribiendo numerosos tratados.
Parece haber desempeñado una importante función en el desarrollo de las matemáticas en Viena y, a través de allí, en Alemania. 
No aceptó la sede episcopal que le ofreció Urbano VI.

## Trabajos
Se le atribuyen siete trabajos de astronomía, dieciocho tratados histórico-políticos del Cisma, quince tratados ascéticos, y veinte epístolas, sermones y panfletos. Entre sus trabajos escritos están:
- De conceptione, en defensa de la Inmaculada Concepción (Strasburg, 1500)
- Contra disceptationes et prædicationes contrarias fratrum Mendicantium, otra defensa de la Inmaculada Concepción contra algunos Mendicantes (Milan, 1480; Basle, 1500; Strasburg, 1516);
- Speculum animæ o espejo del alma, un tratado ascético editado por Wimpfeling (Strasburg, 1507);
- Secreta Sacerdotum, trata ciertos abusos en la celebración de la misa, editado por Michael Lochmayer (Heidelberg, 1489);
- De contractibus emotionis et venditionis, un importante trabajo sobre las perspectivas político-económicas del tiempo, publicado entre los trabajos de Gerson (Colonia, 1483), IV, 185-224.
- Summa de republica, un trabajo de ley pública
- Cathedra Petri, un trabajo sobre política eclesiástica.

- Datos: Q71997